# 屋根裏のラジャー
『屋根裏のラジャー』（やねうらのラジャー）は、スタジオポノック制作による日本のアニメーション映画。2023年12月15日に公開された。監督は百瀬義行。プロデューサーは西村義明。音楽は玉井健二＆agehasprings。主題歌はグラミー賞アーティストア・グレイト・ビッグ・ワールドが『Nothing's Impossoble』を本作のために書き下ろした。
キャッチコピーは「ようこそ、イマジナリの世界へ。」、「世界は残酷で愛に溢れている。」。

## 概要
スタジオポノックの長編アニメーション映画としては『メアリと魔女の花』以来6年ぶりの作品。監督を務めるのは、アニメーターや演出家として『おもひでぽろぽろ』『もののけ姫』『千と千尋の神隠し』など数多くのスタジオジブリ作品で中核を担い、監督としてスタジオポノック作品の短編アンソロジー『ちいさな英雄-カニとタマゴと透明人間-』の一篇『サムライエッグ』を手掛けた百瀬義行。
少女の想像によって生まれたイマジナリーフレンドを主人公に、現実と想像が交錯する世界で起こる冒険を描いたファンタジーアドベンチャー。愛を失った少女が生み出した"イマジナリ"という誰にも見えない少年・ラジャーが、想像の世界が消えようとするのを防ぐため仲間たちと"誰にも見えない戦い"に挑む姿を描く。
原作は、イギリスの詩人・作家のA・F・ハロルドによる児童文学『ぼくが消えないうちに（英語: The Imaginary）』。イギリス文学協会賞受賞をはじめ、ケイト・グリーナウェイ賞、カーネギー賞などにノミネートされ、世界の文学賞を席巻した同作を基に映画化した。
主題歌は、グラミー賞受賞のアメリカの男性デュオ、ア・グレイト・ビッグ・ワールドによる「Nothing's Impossible (ナッシングズ・インポッシブル)」。シンガーソングライターのレイチェル・プラッテンも参加した。
主人公・ラジャー役の声優には、アニメーション映画初参加となる 寺田心が起用された。また、ヒロイン・アマンダの母リジー役の安藤サクラ、イマジナリの老犬役を務める俳優・歌手の寺尾聰も同じくアニメ映画への参加はこれが初となる。
なお、スタジオジブリの作品では所謂「本業声優」の起用を避けることで知られ、ジブリとつながりの深いポノック作品や、他のアニメーション監督作品においてもその傾向が近年において顕著になりつつあるが、ジブリからの派生的な経緯で創設されたポノックはジブリ系統の考えを持つため、特にこの傾向が強い。しかしながら、本作では大谷育江・一龍斎貞友・かぬか光明などの本職声優が役名付きで出演している点で珍しい作品といえる。

## あらすじ
少女アマンダの想像から生まれた誰にも見えない"イマジナリ"の少年ラジャーはアマンダとふたりで一緒に楽しい時間を過ごしていたが、ある日突然、アマンダがいなくなり、ラジャーはひとりになってしまう。ラジャーはアマンダに忘れられると、ラジャーはこの世界から消えてしまう。さらに子供たちの想像を食べるという不気味な男も現れる。

## 登場人物
ラジャー
声 - 寺田心
本作の主人公。少女アマンダの想像から生まれた"想像上の友達"であるイマジナリ。
アマンダ
声 - 鈴木梨央
ラジャーを生み出した少女。本屋の2階に暮らす。
リジー
声 - 安藤サクラ
アマンダの母。
「リジー」は愛称であり、本名は「エリザベス」。
シャッフルアップ書店の店長だったが、諸事情により閉店し、他に職を得る。
エミリ
声 - 仲里依紗
イマジナリの世界でラジャーが出逢う少女。
イマジナリの世界に上下関係などは無いのだが、事実上のリーダー格。
イマジナリの世界ではラジャー以外で唯一、人間風の容姿をしている。
オーロラ姫
声 - 杉咲花

ジンザン
声 - 山田孝之
ラジャーの前に現れる怪しげな猫で右眼が紅、左眼が蒼のオッドアイ。
ラジャーに本人の行く末を説明し、イマジナリの世界に来るように案内する。
ラジャーのことは名前では呼ばずに「少年」と呼ぶなど、一歩引いた立場でラジャーに接する。
ダウンビートおばあちゃん／マダム・トワレ
声 - 高畑淳子
田舎で暮らすアマンダの祖母。／トイレのイマジナリ
レイゾウコ
声 - 寺尾聰
イマジナリの老犬。
イマジナリの世界で思い悩むラジャーにきっかけを与える。
ミスター・バンティング
声 - イッセー尾形
謎の男。ラジャーをつけ狙っており、黒髪で黒い服装を着た無表情で無言の少女を常に従えている。
小雪ちゃん
声 - かぬか光明
ラジャーがイマジナリの世界で出逢うピンク色のカバ。
骨っこガリガリ
声 - 一龍斎貞友
ラジャーがイマジナリの世界で出逢う幼児の背丈ほどの骸骨。
劇中、ひょんなことから「新しい友達」を見つけ、物語からは離脱する。
ドロン
声 - 大谷育江
ラジャーがイマジナリの世界で最初に出逢い、言葉を交わしたおもちゃのロボット。
ジュリア
声 - 平澤宏々路
アマンダの同級生。バレリーナを目指している。
ジョン君
声 - 川原瑛都
アマンダと同じ学校に通う黒人の少年。想像の中でラジャーと出逢う。

## スタッフ
- 原作 - A.F.ハロルド『The Imaginary』（『ぼくが消えないうちに』こだまともこ訳・ポプラ社刊）
- 監督 - 百瀬義行
- 企画・脚本・プロデューサー - 西村義明
- 作画監督 - 小西賢一
- 美術監督 - 林孝輔
- 音楽 -玉井健二&agehasprings
- 制作 - スタジオポノック
- 製作 - 「屋根裏のラジャー」製作委員会
- 配給 - 東宝

## 制作
スタジオジブリで高畑勲監督の右腕として活躍した百瀬義行監督の指揮のもと、作画監督に同じく元スタジオジブリの小西賢一を迎え、背景美術はスタジオジブリの美術スタッフが中心になって設立したでほぎゃらりーが担当した。美術監督は『この世界の片隅に』の林孝輔。プロデューサーの西村義明は百瀬監督で長編アニメーション映画を制作することについて10年前から構想があったという。
スタジオジブリ由来の伝統の手描きアニメーションと、新たなデジタル技術を用いたフランスのクリエイターたちとのコラボレーションにより、従来の手描きアニメーションでは実現できなかった質感表現と光と影による画期的な映像表現で、登場人物たちに実在感を与えている。手描きのセルは10万枚以上に及んだという。
しかし、新たなアニメ表現のために新技術の導入に踏み切った結果、コロナ禍の影響も重なって制作状況が悪化。制作の遅れによって残存期間ではクオリティの維持、向上が困難な状況となったため、公開スケジュールを延期して制作を続行するか、それとも断念するかの決断を迫られた。制作を続行すればスタッフの人件費がかさんで予算オーバーとなることは免れず、相当な金銭的な負担が予想され、2022年1月頃にはポノックの存続の危機、解散も視野に入ってきた。だが、2022年3月2日に同年夏に予定していた公開が延期されることが発表され、制作は続行。何とか完成までこぎつけることができた。

## 公開
2023年12月15日全国公開。当初は2022年夏の公開を予定していたが、制作スケジュールの遅れにより1年以上の延期となった。
全国公開に先駆け、同年11月16日に東京都のTOHOシネマズ六本木ヒルズでジャパンプレミアが行われた。
2024年7月5日NETFLIXによる全世界独占配信が開始となった。

## 評価
公開後の2023年12月18日に発表された週末興行成績ランキングでは初登場第9位にランクインした。2024年のアヌシー国際アニメーション映画祭長編アニメーションコンペティション部門に選出。
アジアン・アカデミー・クリエイティブ・アワード2024で最優秀アニメーション作品賞受賞。

## 絵本
ハッピーセットのほんのハッピーセットに本映画とのタイアップ絵本「そうぞうのおともだちラジャー」が12月8日から登場。。